# Ummagumma
《Ummagumma》是英國搖滾樂團平克·弗洛伊德的第四張錄音室專輯，1969年11月7日發行。
《Ummagumma》是平克·弗洛伊德於1969年發行的兩張專輯之一，另一張是該年6月發行的《更多》。《Ummagumma》內單曲的製作從1968年就開始，樂團團員羅傑·沃特斯、尼克·馬森、理查·賴特、大衛·吉爾摩都參與了錄製的過程，專輯本身由唱片製作人諾曼·史密斯製作。